# Tanytarsus hilarellus
Tanytarsus hilarellus är en tvåvingeart som först beskrevs av Zetterstedt 1838.  Tanytarsus hilarellus ingår i släktet Tanytarsus och familjen fjädermyggor.
Artens utbredningsområde är Sverige. Inga underarter finns listade i Catalogue of Life.